# Charles de Bange
Charles Valérand Ragon de Bange (ur. 17 października 1833 w Belignicourt, zm. 9 lipca 1914 w Chesnoy) – francuski pułkownik, konstruktor broni artyleryjskiej.
Położył duże zasługi w zakresie reorganizacji artylerii francuskiej. W 1877 skonstruował działo wyposażone w elastyczny uszczelniacz zwany od jego nazwiska uszczelniaczem Bange'a. Po odejściu w 1882 roku z wojska w stopniu pułkownika, kierował do 1890 zakładami produkującymi uzbrojenie artyleryjskie. Działając w nich, opracował nową metodę wytopu stali lufowej, a także skonstruował kilka dział kalibru 80-220 mm. Znany jako konstruktor armat polowych, górskich, pozycyjnych, nadbrzeżnych i moździerzy oblężniczych.